# Гирліца
Гирліца (рум. Gârlița) — село у повіті Констанца в Румунії. Входить до складу комуни Остров.
Село розташоване на відстані 116 км на схід від Бухареста, 94 км на захід від Констанци.

## Населення
За даними перепису населення 2002 року у селі проживали 375 осіб, усі — румуни. Усі жителі села рідною мовою назвали румунську.